# 청나라의 문화
청나라의 문화에 대해 설명한다.
이민족 지배자인 청조는 방대한 한족 지배에 심혈을 기울였다. 그 때문에 중국의 전통문화와 여러 제도를 답습하고 한족의 협력을 얻어 지배체제를 확립코자 하였다. 특히 한족의 지식인층을 회유하여 관심을 정치와 사회문제로부터 다른 곳으로 돌리기 위해서 그들을 동원하여 대편찬 사업을 추진하였다. 강희 연간의 『강희자전(康熙字典)』, 옹정의 『고금도서집성(古今圖書集成)』, 건륭의 『사고전서(四庫全書)』는 그렇게 하여 생긴 것이다. 한편 반청적(反淸的)이라 판단한 사상에는 용서 없는 탄압을 가하여 이른바 문자의 옥을 일으켰다. 실증주의(實證主義)에 투철한 실사구시(實事求是) 학풍인 고증학(考證學)은 이미 명대에 시작을 보았지만 청조의 사상 탄압은 한인 학자로 하여금 더욱더 고증학으로 나아가게 하여 정치문제로부터 도피시켰다. 그러나 고증학은 그 자신 일종의 과학적 객관주의이며, 서양 과학문명의 영향도 더해져 학문의 전분야에 새로운 국면이 전개되었다. 가령 실제의 측량으로 제작된 황여전람도(皇與全覽圖) 등은 이러한 학풍의 소산인 것이다. 또한 청대에는 소설과 희곡의 발달이 한층 더 현저하여 『홍루몽(紅樓夢)』 『유림외사(儒林外史)』 『요재지이(聊齊志異)』 등 걸작이 나왔고, 희곡도 풍성하게 연출되었다. 회화에서는 중국의 전통적 기법 외에 카스틸리오네에 의하여 서양의 화법(畵法)이 받아들여졌고, 건축은 원명원(圓明園)과 같이 베르사유 궁전에도 비길 만한 것이 건설되었다. 또 가톨릭의 중국 포교와 관련되어 전례(典禮) 문제가 일어났으나 그것을 계기로 유럽에 중국 문화가 들어가게 되어 중국 연구열을 높였다.

## 강희자전(康熙字典)
청조의 학술 사상은 명의 중엽부터 중국에 들어온 서양 과학 문명의 영향도 있고 하여 사실에 입각하여 진실을 구하는(實事求是) 학풍으로서 발전하였다. 30명의 학자가 강희제의 칙명을 받아 4만여 자의 자수를 수록한 이 자서(字書)도 전기한 바와 같은 학풍에서 생긴 것인데 일의일음(一義一音)도 소홀히 하지 않는다는 실증주의 정신으로 일관되어 있다. 아무튼 거의 최근까지 2백여 년 동안 가장 좋은 자서로서 사용되어 왔다.

## 고금도서집성(古今圖書集成)
강희에 편찬하기 시작하여 옹정에 완성하였다. 청조는 한편으로 사상을 통제하였고 다른 한편으로 한인 학자의 환심을 사려고 대편찬사업을 행하였다. 전 1만권에 이르는 중국 최대의 이 백과사전도 그 편찬 사업의 한 소산이었으며, 역상(曆象)·방여(方輿)·명륜(明倫)·박물(博物)·이학(理學)·경제(經濟)의 6편, 32전(典), 6천여 부로 구분되고, 사항(事項)마다 고금의 관계 문헌에 있는 사료(史料)를 발췌 정리하여 이용하는 데에 매우 편리하다.

## 사고전서(四庫全書)
건륭기(乾隆期)에 들어서면 사항(事項)마다 단순한 문헌의 발췌만으로는 만족하지 못하여 전문을 수록하려는 요구가 일어났다. 그 결과로 건륭제의 명으로 약 10년 간 3백 60여 명의 학자에 의하여 고금의 중요 문헌을 경(經)·사(史)·자(子)·집(集)의 4부로 분류 편찬한 일대 총서 『사고전서』가 나왔다. 첫사본 4조를 궁중의 문연각(文淵閣) 등 네 곳에 두었고 뒤의 3조를 양조우(揚州)의 문회각(文匯閣) 등 남쪽 세 곳에 두었다. 편찬에 당하여 청조에 맞지 않는 부분은 일부 또는 전부를 불태워버렸다.

## 홍루몽(紅樓夢)
원명을 석두기(石頭記)라고 하는 청대(淸代) 건륭(乾隆) 연간의 장편소설. 전(全) 120회. 전(前) 80회는 조설근(曹雪芹)의 작품이며, 후(後) 40회는 고악(高?)의 작품이라 한다. 이 소설은 호색가이며 다정 다감한 가보옥(賈寶玉)을 중심으로 다수다병(多愁多病)한 임대옥(林黛玉), 이지적이며 건강한 설보차(薛寶釵), 또한 금릉십이차(金陵十二釵)의 주요한 여자 등 많은 인물을 등장시키면서 만주 귀족가정의 영화 쇠퇴의 양상을 묘사한 것이다. 그 웅대한 구성과 사실성, 심리묘사의 뛰어난 수법 등으로 금병매(金甁梅)와 쌍벽을 이루는 작품이며, 고전소설 중의 걸작으로 일컬어져 많은 사람들에게 애독되었으며, 이에 대한 평론·고증의 책도 많이 나와 마침내 홍학(紅學)이라는 말까지 생기게 되었다. 민국 초년에 후스(胡適)가 이 소설을 작자의 문학적 자서전이라고 논증하였으나, 논쟁의 여지는 여전히 남아 있어, 1954년에도 소위 홍루몽 논쟁이 있었다.

## 유림외사(儒林外史)
홍루몽과 같은 무렵의 장편 풍자소설이다. 작가 오경재(吳敬梓)는 풍부한 사재를 수년 만에 써버리고 빈궁한 생활을 보냈으나 유림, 즉 선비계급과 관리의 위선 부패 상태를 통하여 과거제도를 풍자하고 인간성과 사회 모순을 파헤쳤다. 등장인물은 작가를 포함하여 당시의 실재 인물이 많다고 하지만 시대적 배경을 명대에 두었던 것은 탄압을 피하기 위한 것인 듯하다.

## 요재지이(聊齋志異)
작가 포송령(蒲松齡)이 작품을 선정한 괴이소설집(怪異小說集)이며 건륭기에 나왔다. 이 작품에는 사람과 여우의 요괴(妖怪)와 꽃의 요정이 많이 등장하지만 인간과의 교정(交情)으로 그들은 재화(災禍)를 주는 존재가 아니라 인간에게 힘을 불러일으켜 주는 것으로 묘사하였다. 독자는 음침감보다는 친근감을 느낀다. 사회적 모순에 민감한 작자가 민중의 기분을 대변했다고 하겠다.

## 카스틸리오네
카스틸리오네(Giuseppe castiglioni, 중국어 간체자: 郎世宁, 정체자: 郎世寧, 병음: Láng Shìníng 랑시닝[*](랑세녕), 1688년~1766년)는 이탈리아의 예수회 선교사로 강희말 베이징(北京)에 들어가 건륭기에는 화가로서 활약하였다. 중국 전통의 화법에 서양의 원근법과 음영법(陰影法)을 곁들인 절충적인 화풍이지만 「백준도(百駿圖)」나 향비(香妃)의 초상화가 잘 알려졌고 만년의 대작 「중가르 회부 득승도(回部 得勝圖)」는 그 후의 중국 전도(戰圖)에 큰 영향을 주었다. 또한 건륭제의 명으로 장춘원(長春園) 북쪽에 프랑스인 브누아가 만든 양풍(洋風)의 분수(噴水)에 조화되도록 바로크풍의 궁전을 세웠다.

## 원명원(圓明園)
강희·옹정·건륭기에는 베이징(北京) 근교에 계속하여 정원을 마련하고 장려한 이궁(離宮)이 세워졌다. 원명원도 그 중 하나로 동쪽에 있는 장춘원(長春園)과 남쪽의 기춘원(綺春園)을 합쳐서 원명원이라 부르는 것이 보통이었다. 옹정제가 부왕인 강희제로부터 명대의 폐원(廢園)을 하사받은 것이 시초이며, 건륭제 때 더욱 늘려 개축함과 동시에 장춘과 기춘 두 원(園)을 보태었다. 많은 못이 산재하고 그것을 시냇물로 연결하여 그 사이에 중국풍(中國風)의 여러 건축물이 설치되었는데, 특히 건륭제가 브누아와 카스틸리오네에게 명하여 만든 서양풍의 대분수와 서양식 궁정은 조원(造園)과 궁정에 서양식 수법을 사용한 최초의 것으로서 주목된다. 그러나 당시 세계에서 가장 아름답던 이 원도 애로호 전쟁 때에 영·프 동맹군의 약탈과 방화로 폐허가 되었다.

## 황여전람도(皇與全覽圖)
서구(西歐)의 과학 지식과 청대의 실사구시(實事求是) 정신은 지도 제작에도 영향을 끼쳐 실제 측량에 의한 중국 전토의 완전한 지도가 처음으로 생겼다. 강희제가 예수회 선교사 부베 등에 명하여 만든 황여전람도가 바로 그것이다. 현존하지 않지만 유명한 당비유의 Nouvel Atlas de da Chine(中國新地圖, 중국신지도)는 전람도(全覽圖)의 고본(稿本)을 바탕으로 만든 것이다.

## 전례 문제
명나라 중엽부터 유럽인은 동양 무역의 융성에 따라 가톨릭 선교사의 중국 내조(來朝)도 성하였다. 그러나 중국의 위정자는 선교사가 가진 학술과 기능만을 필요로 하고 종교는 바라지 않았기 때문에 포교(布敎)는 극히 곤란하였다. 청조에는 강희제가 선교사에게 관대하여 신자도 불었으나 포교의 자유를 허락한 것은 아니었고, 특히 전례 문제가 일어나자 포교에 큰 제한을 가하였다. 전례, 즉 중국 전통의 조상 제례(祭禮)와 공자(孔子) 숭배 등의 여러 의식에 대하여 가톨릭 신자가 여기에 참가하는 것을 인정한 예수회와 인정하지 않는 도미니크파 등 다른 가톨릭 교파간에 논쟁이 일어났는데 이것이 전례 문제이다. 양파의 배후에는 포르투갈과 에스파냐의 양국 대립이 있었고, 또한 논쟁은 드디어 부인파(否認派)의 입장을 고수한 로마 교황과 전례에 참가를 인정하는 조건에서만 포교를 허락한다는 강희제와의 충돌로까지 진전했다. 옹정·건륭 시대에는 금교(禁敎)의 방향이 한층 더 강화되었다.

## 중국 문화의 서점
강희 중엽, 즉 전례 문제의 분쟁이 일어난 무렵을 계기로 하여 유럽인의 중국에 대한 관심이 깊어져 지금까지와는 반대로 중국 문화가 예수회 선교사들에 의하여 유럽으로 전해져서 유럽의 중국 연구열이 높아졌다. 특히 중국에서 활동하는 선교사 가운데 프랑스인이 많았다는 점과 루이 14세의 극동에 대한 관심이 강했다는 점으로서, 유럽의 중국 연구는 프랑스를 중심으로 확대되었다. 당시 유럽에 전해진 중국의 하늘(天)에 대한 관념이나 주자학(朱子學) 등은 볼테르나 몽테스키외 등 계몽사상가의 반(反)그리스도교 사상에 이용되었다. 또한 중국의 농본주의(農本主義)는 케네의 중농(重農)주의에 영향을 주었고, 과거제도는 영국의 고등문관 시험제도의 근본이 되었다고 전한다. 중국의 사상이나 제도뿐만 아니라 역사나 지리도 소개되었고, 또한 미술·공예·건축·정원 등도 영향을 어느 정도 유럽에 미쳤다. 장식에 뛰어난 로코코식 표현 등은 대표적인 것이다.